# Lélia Gonzalez
Lélia Gonzalez (Belo Horizonte, 1935. február 1. – Rio de Janeiro, 1994. július 10.) brazil antropológus, professzor és politikus. 18 testvér közül a második legfiatalabb, közülük a korábbi Flamengo-labdarúgó Jaime de Almeida a legismertebb. Egy művén alapul a Candaces - A reconstrução do fogo című színdarab.